# جون إلستر
جون إلستر (/ˈɛlstər/ من مواليد 22 فبراير 1940، أوسلو) هو منظر اجتماعي وسياسي نرويجي قام بتأليف أعمال في فلسفة علم الاجتماع ونظرية الاختيار العقلاني. وهو أيضاً مؤيد بارز للماركسية التحليلية، ومنتقد للاقتصاديات الكلاسيكية المحدثة ونظرية الاختيار العام، لأسباب سلوكية ونفسية بالأساس.
في عام 2016، حصل على جائزة يوهان سكايت في العلوم السياسية نظرا لمساهماته في العلوم السياسية.

## سيرته الشخصية
حصل إلستر على درجة الدكتوراه عام 1972 من جامعة باريس ديكارت في باريس مقدما أطروحة عن كارل ماركس  تحت إشراف رايموند آرون. كانت إلستر عضوًا في جماعة سبتمبر لعدة سنوات حتى غادرها في أوائل التسعينات. علم إلستر سابقا في قسم التاريخ بجامعة أوسلو وشغل كرسيا وقفيا في جامعة شيكاغو، مدرسا في أقسام الفلسفة والعلوم السياسية. وهو يشغل حاليا كرسي آلان روبرت ك. ميرتون للعلوم الاجتماعية مع منصب في العلوم السياسية والفلسفة في جامعة كولومبيا و أستاذ الشرف في كوليج دي فرانس. حصل على جائزة جان نيكود في عام 1997 وجائزة سكايت في العلوم السياسية في عام 2016.
وهو عضو في الأكاديمية النرويجية للعلوم والآداب. وهو أيضًا عضو في الأكاديمية الأمريكية للفنون والعلوم، والجمعية الفلسفية الأمريكية، والأكاديمية يوروسيا، وزميل في الأكاديمية البريطانية.
هو ابن الصحفي والمؤلف والشاعر ماجلي إلستر، المدير التنفيذي لشركة تورولف إلستر وهيئة الإذاعة النرويجية.
حاز إلستر على شهادات دكتوراة فخرية في جامعات فالنسيا، ستوكهولم، أوسلو، تروندهايم (NTNU)  ، لوفان لا نوف، توركو دي تيلا، والجامعة الوطنية في كولومبيا. وهو أستاذ فخري في جامعة تشونغتشينغ.

## أعماله الفلسفية
يتميز جزء كبير من كتابات إلستر بمحاولاته استخدام النظريات التحليلية، وخاصة نظرية الاختيار العقلاني، كنقطة انطلاق للتحليل الفلسفي والأخلاقي، مستخدما العديد من الأمثلة من الأدب والتاريخ. بحسب دانييل ليتل في مقال مراجعة: "لقد قدم إلستر مساهمات مهمة في عدة مجالات". اتساع وعمق كتاباته لافتة للنظر في عصر التخصص الشديد، يقرأ ويناقش كتاباته علماء السياسة والعلماء القانونيين والاقتصاديين والفلاسفة. من الصعب تلخيص عمله في شعار <قصير>، ولكن... كتاباته مستمدة بشكل عام من معرفة واسعة وعميقة بالأدبيات ذات الصلة في علم الاقتصاد والعلوم السياسية والتاريخ والفلسفة وعلم النفس. " 
لكونه طالبا لفلسفة العلوم الاجتماعية (وهو موضوع بحثه من خلال دراسة حالات في تفسير التغير التقني)، جادل إلستر بشدة بأن التفسيرات العلمية الاجتماعية يجب أن تبنى على أساس الفردية المنهجية (الاعتقاد بأن الأفراد وحدهم، وليس الكيانات الأكبر مثل " المنظمات "أو" المجتمعات "، يمكن أن تفعل أشياء في الواقع) و microfoundations (يفسر تغييرات اجتماعية كبيرة من حيث الإجراءات الفردية). وانتقد الماركسيين أ، وذلك أهم، طريقة للتأقلم مع أنفسنا - ليس فقط ما يجب علينا القيام به، ولكن حتى ما يجب أن نكون عليه". حاول تطبيقه على مواضيع متنوعة مثل السياسة (علم النفس السياسي)، والتحيز والتفضيلات المقيدة (الحصرم)، والعواطف (خيمياء العقل)، وضبط النفس (أوليسيس والسيرينات ، التي اختيرت ضمن قانون علم الاجتماع النرويجي)، الماركسية (فهم ماركس)، وأكثر من ذلك.
باستخدامه نظرية الاختيار العقلاني، شرح العديد من القضايا بمفاهيم الاختيار العقلاني المبسطة: تكوين الأفضلية الذاتية (بعض أعمال اليوم قج تغير التفضيلات غداً، فكيف يقرر المرء أي التفضيلات يفضلها؟)، التأطير (يعبر الناس عن تفضيلات مختلفة عندما يُسأل السؤال نفسه بطرق مختلفة)، العقلانية غير الكاملة (ضعف الإرادة، والعاطفة، والاندفاع، والعادة، وخداع الذات) وتعديلاتنا لها، وتفضيلات الوقت، من بين أمور أخرى.

مع مرور الوقت، بدأ إلستر بالتحفظ من نظرية الاختيار العقلاني. لاحظت مراجعة نشرت عام 1991 في " لندن ريفيو أوف بوكس " أن "إلستر قد فقد توجيهه، أو على الأقل إيمانه. [إن أحدث كتبه]، كما يقول، "تعكس خيبة أمل متزايدة من قوة العقل".  يتضمن كتابه تفسير السلوك الاجتماعي، المكون من 500 صفحة، نوعًا من التراجع: 
 يناقش الكتاب كلا من السلوك العقلاني، والسلوك غير العقلاني، الذي يقول إلستر أنه "شائع ومتواتر [لكنه] ليس حتميا... نريد أن نكون عقلانيين".  في كتاب صدر حديثا، لو désintéressement (جزء من Traité نقد مجلدين دي l 'أوم ECONOMIQUE) يستكشف تداعيات هذه الأفكار لإمكانية العمل النزيه. 

## كتابات مختارة
- Leibniz et la formation de l'esprit capitaliste (Paris، 1975) (ردمك 2-7007-0018-X)
- لايبنيز وتطوير العقلانية الاقتصادية (أوسلو، 1975)
- المنطق والمجتمع (نيويورك، 1978)
- يوليسيس والسيرينات (كامبريدج، 1979)
- «الحصرم - دراسات في تخريب العقلانية» في Sen؛ Williams، المحررون (1982). Utilitarianism and beyond. Cambridge: Cambridge University Press. ص. 219–238. ISBN:9780511611964. مؤرشف من الأصل في 2020-08-02.{{استشهاد بكتاب}}:  صيانة الاستشهاد: postscript (link)
- شرح التغير الفني: دراسة حالة في فلسفة العلوم (أوسلو، 1983)
- Making Sense of Marx. Studies in Marxism and Social Theory. Cambridge: Cambridge University Press. 1985. ISBN:978-0521297059.
- مقدمة لكارل ماركس (كامبردج، 1986)
- اسمنت المجتمع: دراسة النظام الاجتماعي (كامبريدج، 1989)
- الأحكام السردية: دراسات في الحد من العقلانية (كامبريدج، 1989)
- المكسرات والبراغي للعلوم الاجتماعية (كامبريدج، المملكة المتحدة، 1989)
- العدالة المحلية: كيف تخصص المؤسسات البضائع النادرة والأعباء اللازمة (Russell Sage، 1992)
- علم النفس السياسي (كامبردج، 1993)
- أخلاقيات الخيار الطبي (لندن، 1994) - مع نيكولا هيربين
- مشاعر قوية: العاطفة والإدمان والسلوك البشري المحاضرات جان نيكود. (معهد ماساتشوستس للتكنولوجيا، 1999)
- كيمياء العقل: العقلانية والعواطف (كامبريدج، 1999)
- Ulysses Unbound: Studies in Rationality، Precommitment، and Constraints (Cambridge Univ. الصحافة، 2000)
- إغلاق الكتب: العدالة الانتقالية في المنظور التاريخي (كامبريدج، 2004)
- شرح السلوك الاجتماعي: المزيد من الجوز والبراغي للعلوم الاجتماعية (كامبريدج، 2007 ؛ مراجعة منقحة 2015)
- العقل والعقلانية (مطبعة جامعة برينستون، 2009)
- ألكسيس دي توكفيل: أول عالم اجتماعي (مطبعة جامعة كامبريدج، 2009)
- Le désintéressemen t (Paris: Seuil 2009)
- L'irrationalité (باريس: Seuil 2010)
- الأوراق المالية ضد Misrule. هيئات المحلفين، الجمعيات، الانتخابات (مطبعة جامعة كامبريدج، 2013) (ردمك 9781107649958)

## روابط خارجية
- صفحة Elster في قسم الفلسفة في جامعة كولومبيا
- صفحة Elster في Collège de France
- Jon Elster page maintained by Hans O. Melberg على موقع واي باك مشين (نسخة محفوظة April 5, 2008)
- اقتباسات مختارة من قبل جون إلستر
- عندما يكون اليانصيب أكثر عدلا من الاختيار العقلاني. مقابلة مع جون إلستر (النص والفيديو)، laviedesidees.fr ، 26/11/2008